# 國道250號
國道250號是連結日本兵庫縣神戶市長田區與岡山縣岡山市的一般國道。
沿兵庫縣和岡山縣南部的瀨戶內海行走的道路，又名濱國道（濱國）。起點由明石市西明石站往北，及岡山縣備前市伊部東交差點至岡山縣岡山市淺川間與國道2號的區間重複，是關西圈內唯一編號200以上的國道。在姬路市內並設夜間低速規制區間。
現在的國道250號內，西明石至高砂市曾根間為名叫「明姬幹線」的新道。以前沿山陽電氣鐵道行走的2車線道路的部份「濱國道」，國道之名要讓與明姬幹線，變成兵庫縣道718號明石高砂線。明姬幹線簡稱「明幹（めいかん，Meikan）」。另外，岡山縣岡山市淺川至終點區間繼承自舊國道2號。

## 概要
- 陸上距離：146.3km
- 起點：兵庫縣神戶市（長田區東尻池交差點）
- 終點：岡山縣岡山市（大雲寺交差點）
- 指定區間：限國道2號重複區間（預定將來全線皆為指定區間）

## 歷史
- 1956年7月10日 指定為二級國道250號神戶赤穗岡山線（兵庫縣神戶市～岡山縣岡山市）。
- 1965年4月1日 成為一般國道250號。

## 重複區間
- 兵庫縣神戶市（起點）～兵庫縣明石市（小久保交差點）：國道2號
- 兵庫縣高砂市（中筋交差點）～兵庫縣高砂市（高砂西Ramp交差點）：國道2號
- 岡山縣備前市（伊部東交差點）～岡山縣岡山市（淺川交差點）：國道2號

## 通過市町村
- 兵庫縣
  - 神戶市 - 明石市 - 加古郡播磨町 - 加古川市 - 高砂市 - 姬路市 - 龍野市 - 相生市 - 赤穗市
- 岡山縣
  - 備前市 - 瀨戶內市 - 岡山市

## 主要連接路線
- 國道2號（明石市、備前市）
- 國道28號（明石市）
- 姬路繞道（高砂市）
- 國道436號（姬路市）
- 兵庫縣道62號姬路港線（姬路市。別名產業道路）
- 岡山藍線（備前市）
- 國道374號（備前市）
- 國道30號、國道53號、國道180號（岡山市）

## 著名地點
此條國道通過多個有名的都市，如以國寶姬路城聞名的姬路市，以ペーロン祭聞名的相生市，以赤穗浪士和日本名水100選的千種川聞名的赤穗市。經姬路市西部龍野市（舊御津町）至相生市，經「七曲（兵庫）」海岸沿室津的古町行走的區間風光明媚。
- 長川播磨店（加古郡播磨町）
- 鶴林寺（加古川市）
- 濱之宮天神社（加古川市）
- 生石神社（有名的石之寶殿。高砂市）
- 小赤壁（姬路市）
- 松原八幡神社（有名的灘のけんか祭り。姬路市白濱町）
- 姬路Rivercity（姬路市飾磨區）
- 新日本製鐵廣畑製鐵所（姬路市廣畑區）
- 魚吹八幡神社（有名的秋季大祭。姬路市網干區）
- 綾部山（梅之名所。龍野市御津町）
- 室津（攝播五泊之一。龍野市御津町）
- 金崎（万葉集內風光明媚的高台之岬。相生市）
- Boat公園（ペーロン祭會場與場所。相生市）
- 相生市中央公園（相生市立圖書館・中國寄贈的蒸氣機車。相生市）
- 高取山（相生市和赤穗市間的山）
- 坂越（可眺望瀨戶內海。赤穗市）
- 赤穗城（赤穗浪士內的城跡。赤穗市）
- 日生港（「五味之市」・小豆島等渡船發着、備前市）
- 導盲磚發祥地紀念碑（位於岡山縣岡山市中區的國道250號原尾島交叉口，是全世界第一個鋪設導盲磚的地方[1]。）

## 道路休息站
- 相生白龍城（相生市）

## 關連項目
- 近畿地方道路一覽

## 外部連結
- 近畿地方整備局（页面存档备份，存于）

1. ↑  .   [2019-03-20]. （原始内容存档于2018-01-15）.